# Burgberg im Allgäu
Burgberg là một đô thị ở Oberallgäu bang Bayern thuộc nước Đức.